# Franck Marlin
Pour les articles homonymes, voir Marlin.
Franck Marlin, né le 30 septembre 1964 à Orléans (Loiret), est un homme politique français. Membre des Républicains, il est député de l'Essonne de 1995 à 2020 et maire d'Étampes de 1995 à 2017 et depuis 2020.

## Biographie

### Origines et vie familiale
Franck Marlin naît le 30 septembre 1964 à Orléans.

### Études et formation
Il est diplômé du baccalauréat professionnel avec spécialité « Encadrement en bases de plein air et de loisirs » en 1986.

### Carrière professionnelle
En 1986, après avoir effectué son service militaire à la base aérienne 217 de Brétigny-sur-Orge, Franck Marlin devint chef de cabinet du président du conseil général de l'Essonne Xavier Dugoin puis directeur de cabinet jusqu’en juillet 1991. En 1992, il fut élu président de la base de plein air et de loisirs d'Étampes.

### Carrière politique
Franck Marlin commence sa carrière politique par le cabinet du président du conseil général de l'Essonne Xavier Dugoin en 1986. Lors des élections régionales de 1992, il est présent sur la liste conduite par Michel Giraud mais n'est pas élu. Il remporte cependant le siège de président de la base de plein air et de loisirs d'Étampes. Il accède, par le jeu des démissions[C'est-à-dire ?], au mandat de conseiller régional le 21 mars 1995 puis lors des élections municipales de 1995 il remporte la commune d’Étampes, tenue depuis 1977 par un maire communiste avec 55,89 % des suffrages dans le cadre d’une triangulaire avec le Front national. Xavier Dugoin ayant été élu sénateur en septembre, Franck Marlin remporte les élections législatives partielles de 1995 et devient député de la deuxième circonscription de l'Essonne le 11 décembre 1995. Conformément à la règle de non-cumul des mandats, il quitte son siège au conseil régional d'Île-de-France le 20 décembre 1995. Lors des élections législatives de 1997, il est réélu avec 72,22 % des suffrages face au candidat du Front national. En 1999, il crée une controverse en supprimant les aides municipales facultatives aux familles dont les enfants avaient fait l’objet de condamnation pour faits de délinquance. En 2000, il fait partie des huit députés RPR qui votent la prolongation de dix à douze semaines le délai légal autorisant l’interruption volontaire de grossesse. Lors des élections municipales de 2001, il est réélu maire d’Étampes au premier tour avec 63,17 % des voix. Les élections législatives de 2002 lui permettent d’être à nouveau élu avec 64,08 % des suffrages dans la circonscription contre un adversaire communiste, l’ancien maire d’Étampes. Pour les élections cantonales de 2004, il se présente dans le canton de Méréville où il est élu avec 53,82 % des voix toujours face à un communiste et conserve son siège jusqu’au 26 juin 2005 malgré la règle de non-cumul des mandats. Lors des élections législatives de 2007, il est une nouvelle fois réélu avec 54,99 % des voix au premier tour. Les élections municipales de 2008 lui permettent de conserver son mandat de maire, sa liste étant réélue au premier tour avec 70,89 % des suffrages. En 2008, Franck Marlin adhère au Parti radical et se déclare candidat pour conduire la liste UMP lors des élections régionales de 2010. En 2009, Franck Marlin est le seul député UMP à voter contre le retour de la France dans le commandement de l’Otan et vote contre la loi Création et Internet, il est en outre réélu à la tête du Siredom, principal syndicat de traitement des ordures ménagères du département. En avril 2010, à la suite des élections régionales, il entre en conflit ouvert avec son ancien mentor Xavier Dugoin. Lors des élections législatives de 2012, il est réélu député de la deuxième circonscription de l’Essonne avec 58,98 % des voix face à une candidate socialiste.
Il soutient Nicolas Sarkozy pour la primaire présidentielle des Républicains de 2016, puis parraine Laurent Wauquiez pour le congrès des Républicains de 2017, scrutin lors duquel est élu le président du parti.
Le 13 décembre 2018, il est l'unique député des Républicains à voter la mention de censure déposée l'avant-veille par la gauche dans le contexte de la crise des Gilets jaunes.

## Synthèse des fonctions politiques

### Mandats nationaux

#### Député de la deuxième circonscription de l’Essonne
Franck Marlin est élu député de la deuxième circonscription de l'Essonne le 10 décembre 1995. Il est réélu le 1er juin 1997, puis le 16 juin 2002, le 10 juin 2007 et le 17 juin 2012.
Au cours de l’année 2010, Franck Marlin n'est présent que deux semaines dans l’hémicycle et ne participa qu’à deux séances en commissions, faisant de lui le moins présent à égalité avec François-Xavier Villain.
Il est à nouveau élu député de la deuxième circonscription de l'Essonne le 18 juin 2017. En un an de mandature, il ne se présente que trois fois en hémicycle.

### Mandats locaux

#### Conseiller régional d’Île-de-France
Franck Marlin est élu conseiller régional d’Île-de-France le 22 mars 1992 et abandonne son siège le 20 décembre 1995, conformément à loi sur le cumul des mandats interdisant à un parlementaire de siéger dans plus d’une assemblée délibérante locale.

#### Conseiller général de l’Essonne
Franck Marlin est élu conseiller général de l’Essonne dans le canton de Méréville le 28 mars 2004 et abandonne son siège le 26 juin 2005, conformément à la loi sur le cumul des mandats interdisant à un parlementaire de siéger dans plus d’une assemblée délibérante locale.

#### Maire d’Étampes
Franck Marlin est élu maire d’Étampes le 25 juin 1995, puis réélu le 18 mars 2001, le 16 mars 2008 et le 23 mars 2014. À ce titre, il est délégué au sein de la communauté de communes de l’Étampois et président du syndicat intercommunal pour la revalorisation et l'élimination des déchets et des ordures ménagères (Siredom).
En avril 2021, Franck Marlin est démis de sa délégation de la politique de la ville de la communauté d'agglomération de l'Etampois Sud-Essonne car celle-ci considère qu'il refuse de travailler avec ses pairs.

## Intégrité publique, condamnations et polémiques

### Condamnation pour emplois fictifs
Franck Marlin, ancien directeur de cabinet de Xavier Dugoin de 1986 à 1991, fut mêlé à l’affaire des emplois fictifs du conseil général de l'Essonne, sa belle-mère, Jacqueline Bernier fut rémunérée vingt mille francs par mois par le conseil général de l'Essonne sans y exercer d’activité réelle entre juillet 1993 et mars 1995, reversant notamment entre août 1993 et mars 1995 191 200 francs à sa fille Janique Marlin et 153 000 francs à son gendre. Pour cette affaire, le couple ayant remboursé 700 000 francs, les poursuites furent abandonnées par le procureur d’Évry. Franck Marlin fut en outre salarié de la SIC et perçut à partir de 1991 vingt-cinq mille francs par mois sans exercer d’activité réelle, ce qui lui valut une demande de levée de l’immunité parlementaire avant d’être mis en examen le 2 avril 1997 pour corruption, trafic d'influence et recel d’abus de biens sociaux, affaire pour laquelle il fut condamné en première instance à dix-huit mois de prison avec sursis et trois cent mille francs d’amende pour recel d’abus de biens sociaux.

### Enquête pour détournement de fonds publics
Le 5 février 2020, le journal Mediapart révèle « un système mafieux » mis en place dans la ville d’Étampes depuis les années de mandature de Franck Marlin en tant que maire, et toujours actif après son élection comme député.
Le parquet d’Évry-Courcouronnes ouvre en 2021 une enquête « pour détournement de fonds publics, atteinte à la liberté d’accès à un marché public et abus de confiance et faux » à la suite d'un signalement de l’association Anticor. Une perquisition est menée le 18 février 2022 à la mairie d’Etampes. Franck Marlin est placé en garde à vue le 28 février 2024 afin d'être entendu par les enquêteurs de la brigade financière de la police judiciaire de Versailles.

### Enquête pour abus de confiance et prise illégale d’intérêts
Le 28 mai 2024, il est placé vingt-quatre heures en garde à vue pour une affaire de favoritisme concernant les marchés publics destinés aux fêtes de la ville,. Franck Marlin affirme à la presse que le dossier concerne des faits commis par un ancien agent municipal contre qui il compte déposer plainte au nom de la ville. Le parquet annonce que l'enquête se poursuit.

### Jugement pour détournement de fonds publics
Franck Marlin et son ancien adjoint, Gérard Hébert, qui a travaillé pour la municipalité d'Etampes de 1995 à 2007, seront jugés le 3 juin 2025 devant le tribunal correctionnel d’Évry-Courcouronnes. La justice leur reproche une indemnité de départ de 25 000 euros versés par le maire à Gérard Hébert. Selon la loi, ce dernier, qui était à l'époque collaborateur du cabinet et non élu, n'avait pas le droit de recevoir cette somme en raison de son statut de contractuel.